# Semayer Vilibald
Semayer Vilibald, gyakran Semayer Vilibáld (születési nevén Willibald Seemayer; Bánfalva, 1868. július 6. – Budapest, 1928. június 17.) magyar antropológus, néprajzkutató, muzeológus, 1902-től 1920-ig a Magyar Nemzeti Múzeum néprajzi osztályának – a Néprajzi Múzeum jogelőd intézményének – igazgatója volt.

## Életútja
A Sopron vármegyei Bánfalván született, Seemayer Ferdinánd kádármester és Berger Teréz gyermekeként. Kismartoni és soproni középiskolái után a Budapesti Tudományegyetemen szerzett bölcsészdoktori oklevelet. 1891-től tanársegédi kinevezéssel Török Aurél mellett az egyetem embertani intézetében dolgozott. Jankó János ajánlására 1895-ben a Magyar Nemzeti Múzeum néprajzi osztályára nevezték ki segédnek, egyúttal az antropológiai laboratórium vezetője lett. 1898 januárjától segédőri kinevezéssel folytatta a gyűjtemény kezelését. Jankó János korai halálát követően, 1902. július 29-étől múzeumi osztályigazgatóként a néprajzi osztály vezetője lett 1920-as nyugdíjazásáig.

## Munkássága
Elméleti tudósként a legkülönfélébb tárgyi néprajzi és antropológiai kérdésekkel foglalkozott, fő  tudományszervezési témája a fizikai antropológia és a néprajztudomány művelői közötti szoros kutatási együttműködés előmozdítása volt. 1901-ben részletes antropológiai vizsgálatokat végzett a Kolozs vármegyei népességen, 1903-ban pedig elkészítette a magyar népesség antropológiai tipológizálását. Szerkesztője volt a Magyar Nemzeti Múzeum Néprajzi Osztályának értesítője (később Néprajzi Értesítő), valamint az Ethnologische Mittheilungen aus Ungarn című szakfolyóiratoknak. Részt vett A Pallas nagy lexikona munkálataiban.
Pályája során több külföldi néprajzi múzeumot tanulmányozott, ott szerzett tapasztalatait nem csak a fővárosi néprajzi osztály fejlesztésében, állománygyarapításában, de vidéki néprajzi múzeumok szervezésében is kamatoztatta. Jankó János oldalán részt vett az 1896-os millenniumi kiállításon belüli néprajzi falu megrendezésében, majd a kiállítás lebontása után személyesen irányította a tárgyak múzeumi elhelyezését, muzeológiai feldolgozását. 1898-ban Semayer rendezte a néprajzi osztály állandó kiállítását. 1906-ban költözött a néprajzi osztály a városligeti Iparcsarnokba, ahol irányításával rendezték be a néprajzi tárlatokat.
1902-től 1919-ig a Múzeumok és Könyvtárak Országos Főfelügyelőségének vezetőségi tagja volt. E minőségében országos továbbképzéseket tartott a múzeumi gyűjteményfejlesztés és tárgyfeldolgozás módszertanáról, külső munkatársakból országos néprajzi gyűjtőhálózatot szervezett. Tárgygyűjtéseivel jelentősen hozzájárult vidéki múzeumok néprajzi gyűjteményének megalapozásához és gyarapításához. Így például 1902–1903-ban a zombori múzeum számára végzett gyűjtést, 1904-ben Bátky Zsigmonddal együtt a későbbi hódmezővásárhelyi városi múzeum megalapításához vezető néprajzi kiállítást rendezett, 1907–1908. évi ormánsági terepmunkájával pedig jelentőssé tette a helyi néprajzi múzeum anyagát.

### Főbb művei
- Bíró Lajos német-új-guineai (Astrolabe öböl) néprajzi gyűjtéseinek leíró jegyzéke. Összeáll., bev. Semayer Vilibald. Budapest: Hornyánszky ny. 1901.  = A Magyar Nemzeti Múzeum Néprajzi Gyűjteményei,  3.
- Képes kalauz az EKE múzeumában: Kolozsvár. Kolozsvár: Erdélyi Kárpát-Egyesület. 1902.
- Útmutató a nagybányai Városi Múzeum gyűjteményeihez. Budapest: Athenaeum. 1904.